# デュボネ

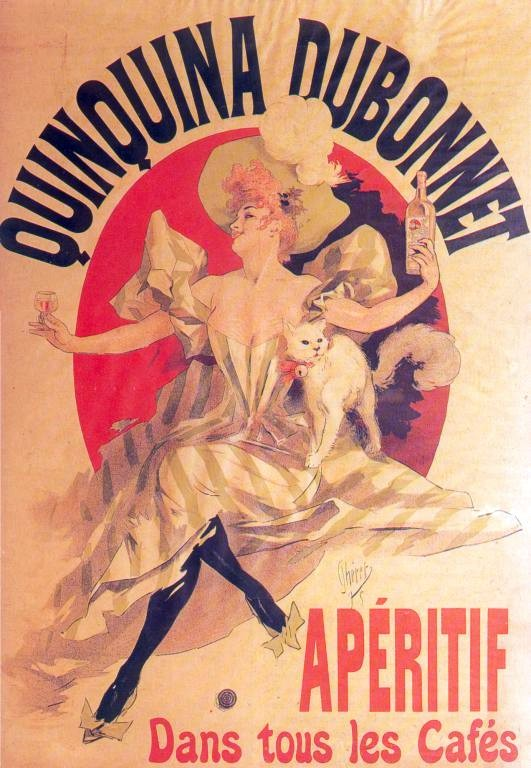
Dubonnetのポスター。 ジュール・シェレ画

デュボネとは、混成酒の1種。しばしばアペリティフとして飲用される。また、ストレートやオン・ザ・ロックの他、カクテルの材料として使われることもある。

## 概要
販売元はデュボネ社。赤ワインにキナの皮を漬け込み、樽で熟成することで製造される。アルコール度数は16度。
なお、ホワイトも存在する。

## 飲用法
導入のとおり、その香味からアペリティフとして飲用される。また、デュボネを利用したカクテルには、同名のカクテルである「デュボネ」（「ザザ」とも）や「デュボネ・フィズ」がある。
デュボネ・カクテル（ザザ）
デュボネ、ドライ・ジンをそれぞれ1/2ずつ。ステアであればデュボネ・カクテル、シェイクであればザザとなる。
デュボネ・シトロン
デュボネ ＝ 30ml、レモン・シロップ ＝ 30mlを混ぜたものをタンブラー（容量240〜300ml程度）に注ぎ、よく冷やした適量の炭酸水でグラスを満たせば完成である。
デュボネ・フィズ
オレンジ・ジュース（果汁を絞ったもの）半個分、レモン・ジュース（果汁を絞ったもの）1/4個分、チェリー・ブランデーを1ティースプーン、デュボネ1グラス分をシェークし、ミディアムサイズ・グラスに注いだのち、ソーダ水を満たす。
なお、（デュボネのラベルにも書かれていることだが）ストレート、オン・ザ・ロック、カクテル、いずれの飲み方でも、必ず冷やして飲む。
イギリス女王エリザベス2世は昼食前にデュボネ1/3、ジン2/3にレモンスライスを添え氷を入れたカクテルを飲むことを楽しみにしていた。